# Acacia glomerosa
La Acacia glomerosa,  tiamo,  es una especie  de Acacia 
perteneciente a la familia de las fabáceas.

## Características
Muy apreciado por la exudación gomosa de sus ramas, que se produce en la parte interna de la corteza, obteniéndose la goma arábiga. Es un pequeño árbol con una copa densa y esférica, que alcanza los 5-8 metros de altura. El tallo y las ramas con la corteza agrietada que exuda resina gomosa. Las hojas son bipinnadas, con 3-6 pares de pínnulas y con foliolos agrupados apareados de ocho o diez en cada una. Las espinas punzantes aparecen de cuatro en cuatro. Las flores muy numerosas son de color amarillo oro, pedunculadas en cabezas globulares de 1'5 cm.

## Distribución
Es nativa de América Central: Belice, Costa Rica, El Salvador, Guatemala, México, Panamá. En  Sudamérica se encuentra en estado natural en Brasil, Colombia, Perú, y el oriente de Bolivia, donde se conoce comúnmente con el nombre caricari.

## Hábitat
Es un arbusto o pequeño árbol natural de zonas tropicales 

## Toxicidad
Las especies del género Acacia pueden contener derivados de la dimetiltriptamina y glucósidos cianogénicos en las hojas, las semillas y la corteza, cuya ingestión puede suponer un riesgo para la salud.

## Taxonomía
Acacia glomerosa fue descrita por George Bentham y publicado en London Journal of Botany 1: 521. 1842.
Etimología
Ver: Acacia: Etimología
Sinonimia
- Senegalia glomeros  (Benth.) Britton & Rose
- Senegalia langlassei Britton & Rose
- Leucaena boliviana Rusby[3]